# کهلو سفلی
کهلو سفلی، روستایی است از توابع بخش مرکزی شهرستان تفرش در استان مرکزی ایران.

## جمعیت
این روستا در دهستان رودبار قرار داشته و براساس سرشماری سال ۱۳۸۵جمعیت آن ۲۸۵نفر (۱۰۶خانوار) بوده‌است.